# Umag

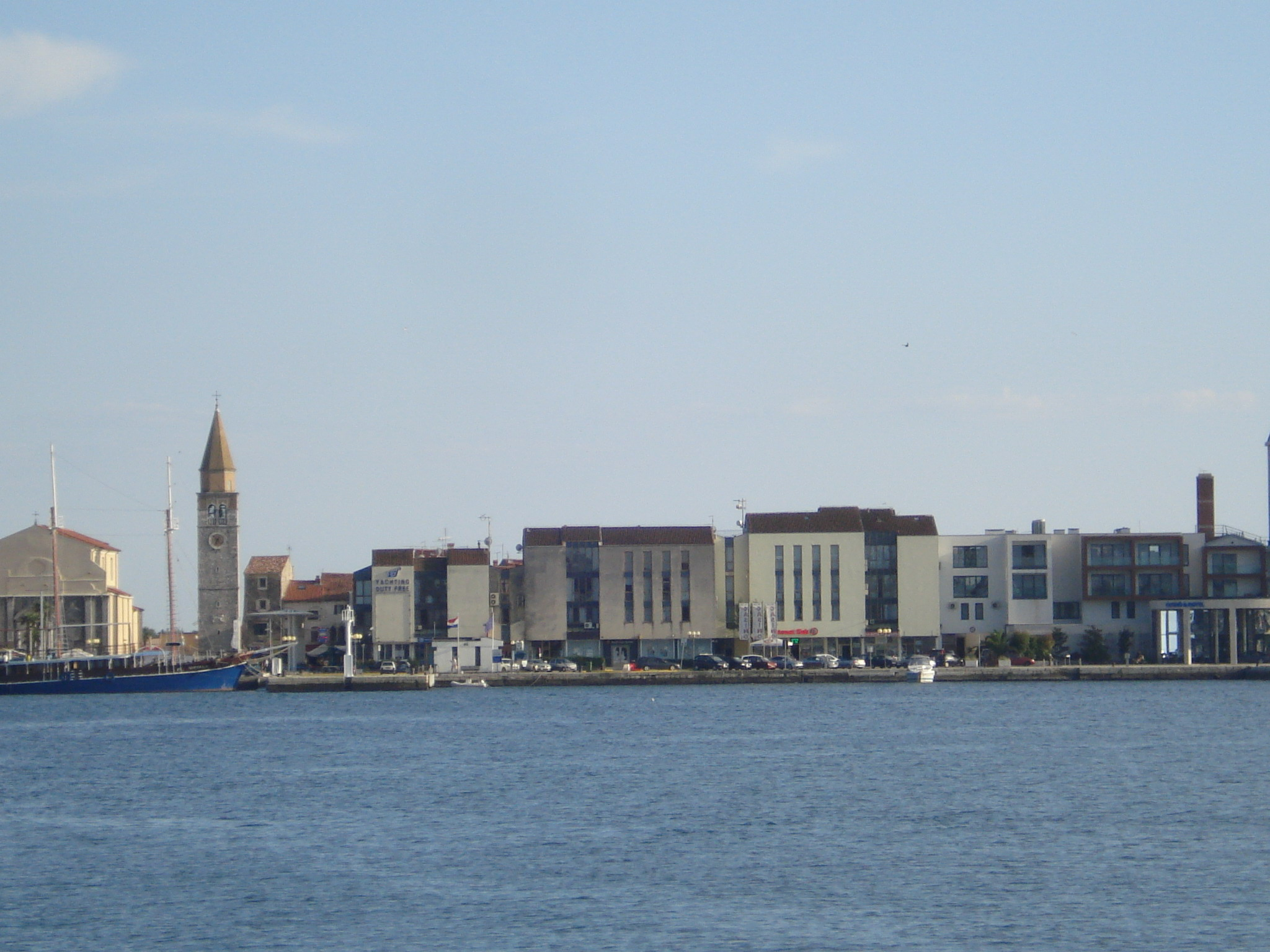
Nördliches Stadtufer

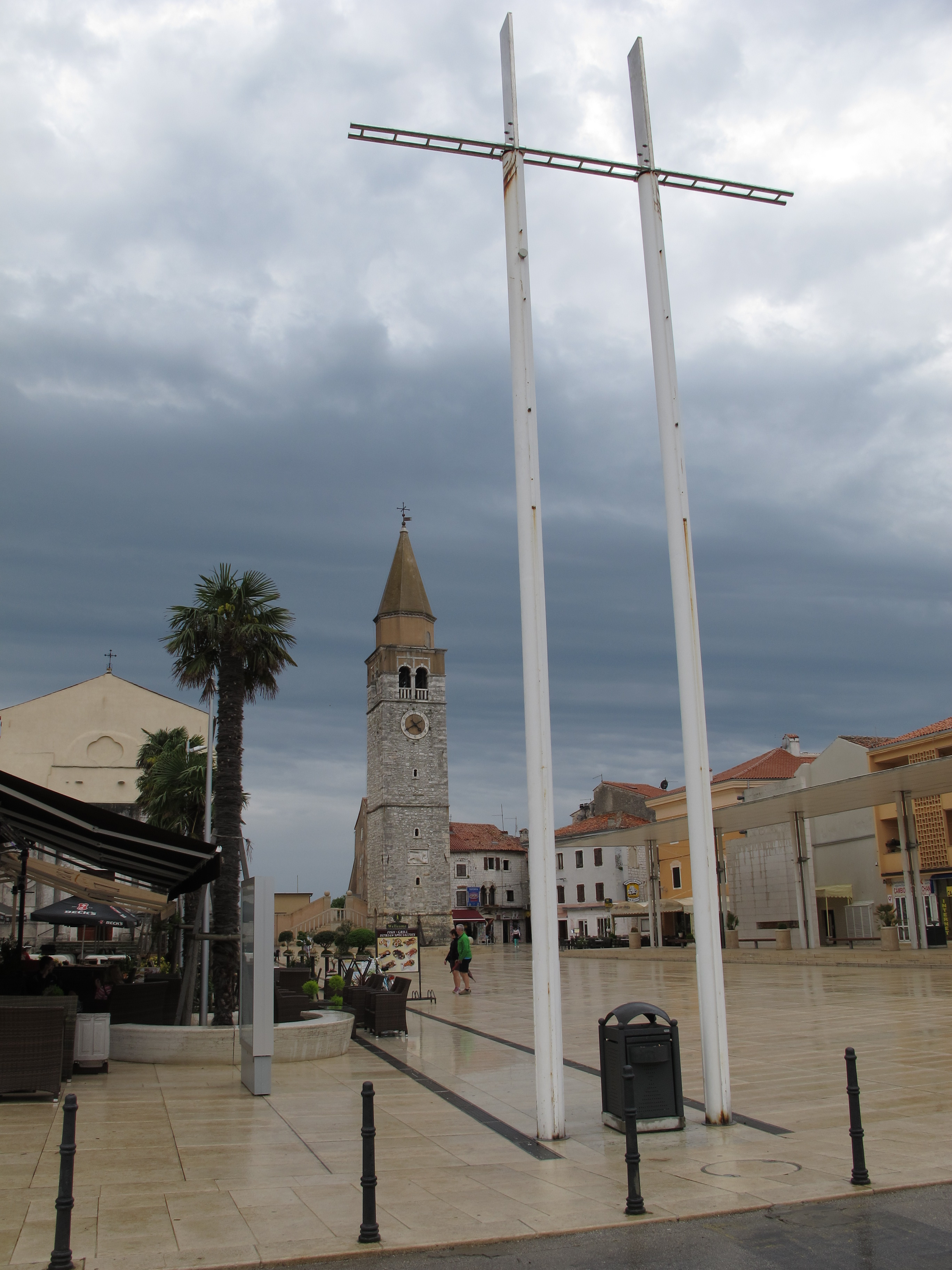
Altstadt Umag

Umag (italienisch Umago, deutsch veraltet: Humag, lateinisch Humagum) ist eine kroatische Kleinstadt mit Hafen an der Nordwest-Küste Istriens in der Gespanschaft Istrien, nur wenige Kilometer von der kroatisch-slowenischen Grenze entfernt. Umag ist ein Geschäfts- und Fremdenverkehrszentrum mit überregionaler Anziehungskraft und 40 km von Triest, 150 km von Ljubljana und 50 Seemeilen von Venedig entfernt.

## Geschichte

### Römische Zeit, Frühmittelalter
Der Name Umag wurde erstmals im 7. Jahrhundert von einem unbekannten Bürger aus Ravenna erwähnt, jedoch hat die Stadt schon zu römischen Zeiten existiert. Dafür sprechen zahlreiche römische Relikte, wie eine Villa rustica, die überall an der Küste entdeckt wurden. Die Geschichte der Stadt ist eng mit der Siedlung Sipar verbunden, deren Ruinen sich an einer Meeresengstelle sechs Kilometer nördlich von Umag befinden. Im 9. Jahrhundert wurde die Sipar-Siedlung durch einfallende Neretva-Piraten zerstört. Dennoch wuchs Umag nach diesem Ereignis weiter, was auf die Insellage, die nur durch einen schmalen Kanal vom Festland getrennt ist, zurückzuführen ist. Dieser strategische Vorteil ermöglichte eine effektive Verteidigung der Insel, und die zahlreichen Angriffe konnten abgewehrt werden. Nach der römischen Zeit, die durch Wohlstand und Wachstum gekennzeichnet war, folgte eine Zeit der Unsicherheit, eben auch ausgelöst durch ständige Angriffe, aber auch Seuchen wie Malaria und Cholera, was zu einer starken Bevölkerungsabnahme führte. Umag wurde schließlich Teil des Königreiches des Odoaker, dann Theoderichs.

### Byzanz, Langobarden, Franken
Vom 6. bis zum 8. Jahrhundert geriet Umag unter byzantinische Herrschaft, später dann unter die der Langobarden (751) und der Franken (774). Wiederum wechselten sich die Herrscher ab, unter anderem die Patriarchen von Grado und Aquileia und dann die Bischöfe von Triest. 

### Venedig

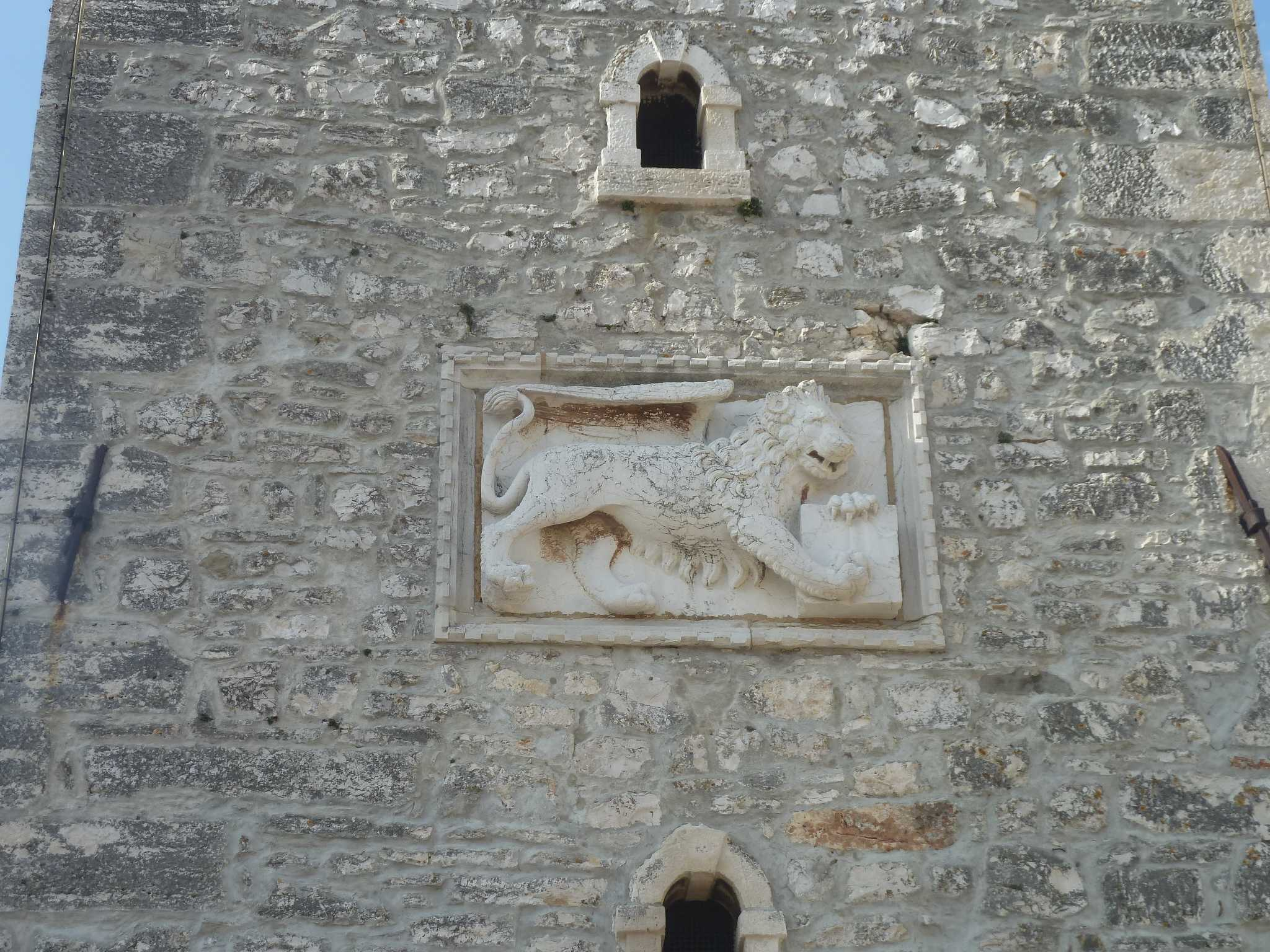
Markuslöwe am Glockenturm der Mariä-Himmelfahrts-Kirche (Crkva Uznesenja Blažene Djevice Marije)

Später, mit dem Aufstieg Venedigs, das ganz Istrien kontrollieren wollte, mussten Umag und andere Städte ihre Treue zu Venedig beeiden. Dazu kam es 1269, wobei der Bund bis 1797 andauerte. Venedig ernannte dabei adlige Einwohner als Statthalter von Umag. 
Der seit Jahrhunderten andauernde Streit mit Genua brachte Leid und Zerstörung über die Stadt. Die genueser Seemacht griff die Stadt 1370 an und zerstörte dabei das Stadtarchiv. In der folgenden Zeit kam es erneut durch Seuchen zu einer Abnahme der Bevölkerung, was die Herrscher in Venedig dazu veranlasste, Siedler in das Gebiet zu senden. Dabei sollten vor allem Gebiete gestärkt werden, die durch osmanische Invasionen bedroht waren. Während der Jahrhunderte in Abhängigkeit von Venedig war die Wirtschaft Umags von Landwirtschaft bestimmt. Der Hafen von Umag diente dazu, landwirtschaftliche Erzeugnisse aus dem Hinterland zu verschiffen. Bis zum Zusammenbruch Venedigs war Umag eine gewöhnliche istrische Stadt, deren kommunale Herrschaft im Vertrag von 1541 garantiert wurde.

### Frankreich, Österreich, Italien, Jugoslawien
Mit dem Ende der Republik Venedig im Jahr 1797 wurden Umag sowie die gesamte östliche Adriaküste französisch. Dies änderte sich erst 1815, als das Gebiet bis 1918 an Österreich-Ungarn fiel. Nach der k.u.k. Volkszählung 1900 lebten in Umag 2750 Italiener, jedoch keine Slowenen oder Kroaten. Nach dem Ersten Weltkrieg wurde Istrien Teil Italiens. 
Nach dem Zweiten Weltkrieg kam es zur Einführung des Freien Territoriums Triest, wobei Umag Teil davon wurde und zur von der jugoslawischen Armee regierten Zone B wurde.

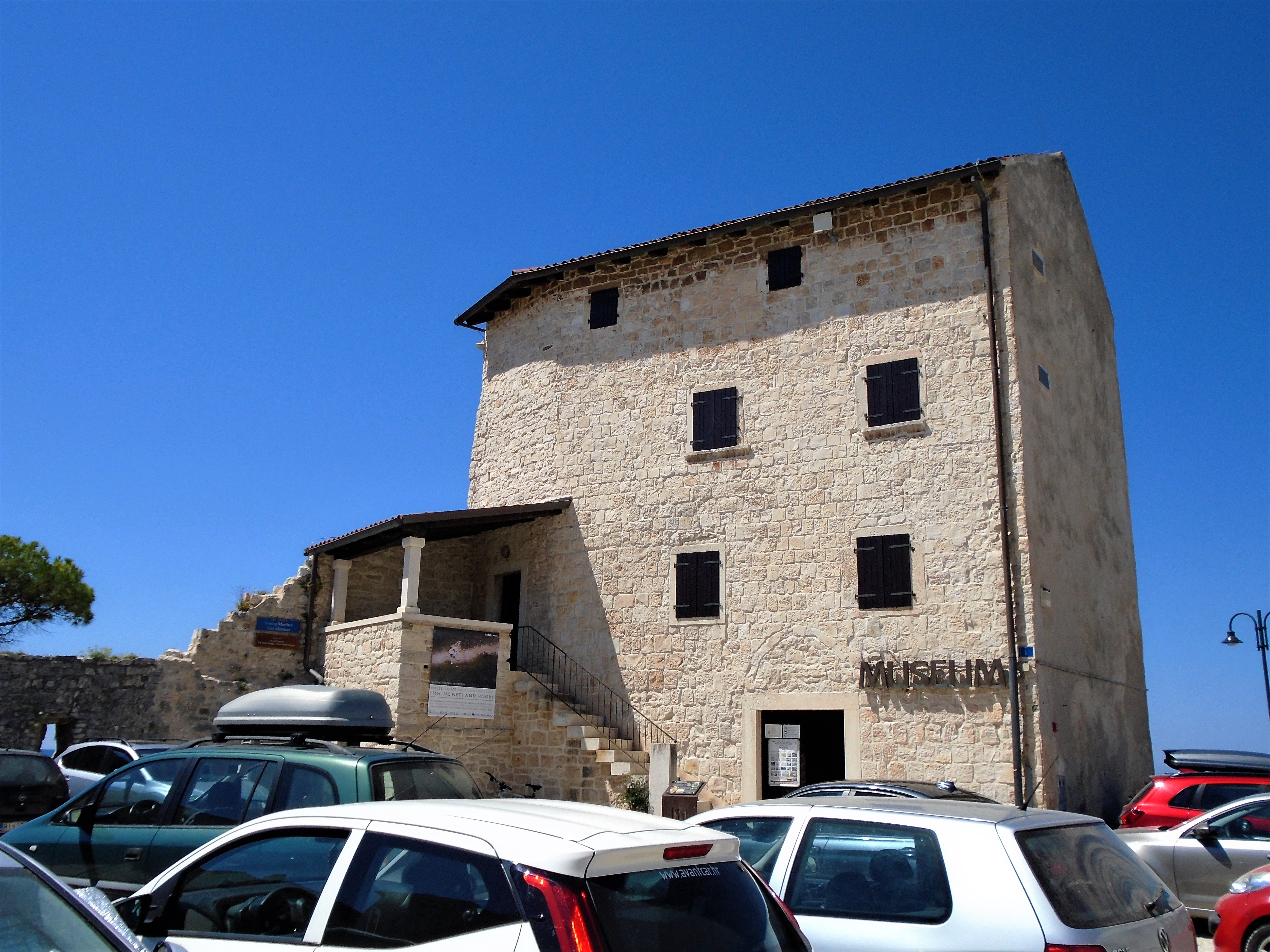
Stadtmuseum Umag

### Kroatien (1991)
Schließlich wurde Umag bis 1991 Teil der Sozialistischen Republik Kroatien, innerhalb der Sozialistischen Föderativen Republik Jugoslawien.
Im Jahr 1993 wurde Umag nach der Einführung der lokalen Verwaltung eine unabhängige Gemeinde (općina); 1997 erhielt sie dann den Status einer Stadt (grad).

## Stadt(gemeinde) Umag
Die Stadt(gemeinde) Umag besteht aus folgenden 23 Siedlungen (kroat. naselje): Babići – Babici, Bašanija – Bassania, Crveni Vrh – Monte Rosso, Čepljani – Cipiani, Đuba – Giubba, Finida – Finida, Juricani – Giurizzani, Katoro – Catoro, Kmeti – Metti, Križine – Crisine, Lovrečica – San Lorenzo, Materada – Matterada, Monterol – Monterol, Murine – Morno, Petrovija – Petrovia, Savudrija – Salvore, Seget – Seghetto, Sveta Marija na Krasu – Madonna del Carso [teilweise], Umag – Umago, Valica – Valizza, Vardica – Vardiza, Vilanija – Villania und Zambratija – Zambrattia.

## Wirtschaft
Die natürlichen Gegebenheiten der Region haben einen erheblichen Einfluss auf die wirtschaftliche Entwicklung. So kam es nach dem Zweiten Weltkrieg aufgrund der Lage zu einem erheblichen Wachstum der Tourismusbranche, die seitdem immer stärker wird. Auch führt die Nähe zu den westeuropäischen Märkten und Zentren zu einer weiteren Verbesserung der Wirtschaftslage, wobei vor allem die Landwirtschaft weiterhin sehr wichtig ist. Der sehr fruchtbare Boden der Region dient auch zum Anbau von Erzeugnissen, die typisch für die Mittelmeerregion sind, wie Oliven und Wein.

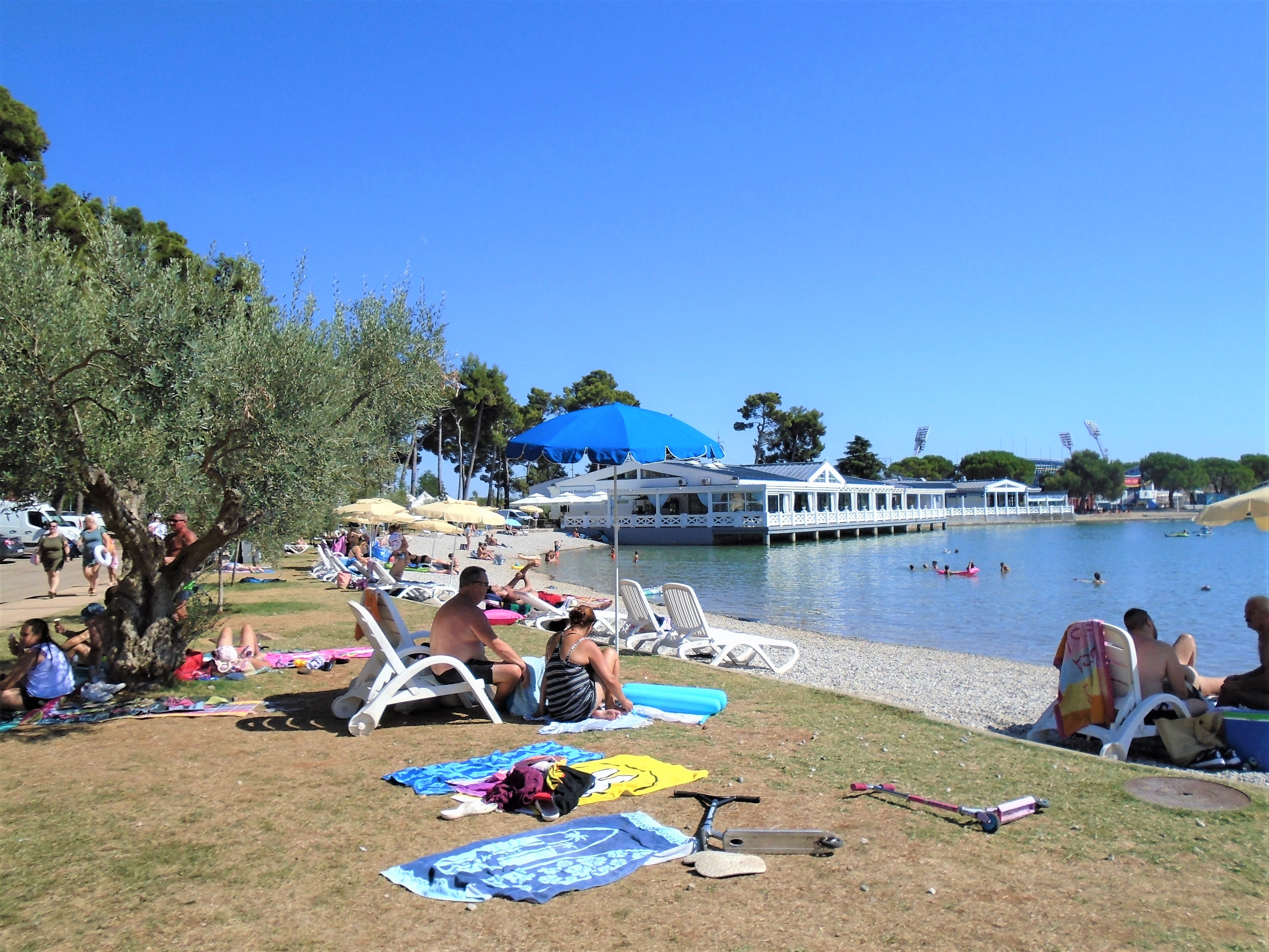
Kiesstrand Laguna

Tourismuswirtschaftlich gesehen ist das Hinterland von Umag für viele potenzielle Besucher noch unbekanntes Gebiet, das sich zwischen den istrischen Flüssen Dragonja und Mirna erstreckt und von der Savudrijer Riviera, der Umager Riviera und der Novigrader Riviera umgeben ist.
Die Strände in Umag und in der Umgebung der Stadt sind betonierte Liegeflächen (Katoro, Punta), Kiesstrände (Djuba, Stella Maris, Savudrija, Crveni Vrh) oder Sandstrand (Stadtstrand Rita, Zambratija, Stella Maris/Monterol).

## Sport
Seit 1990 findet im Ortsteil Stella Maris ein ATP-Tennisturnier, die Croatia Open, statt. Seit 2013 findet jährlich das UCI-Eintagesrennen Umag Trophy statt. Umag ist außerdem seit 2012 der Austragungsort des Auftaktprologs der Rundfahrt Istrian Spring Trophy.

## Persönlichkeiten
- Marino Busdachin (1956–2023), italienischer Menschenrechtsaktivist
- Alka Vuica (* 1961), kroatische Musikerin, lebt in Umag
- Vanja Rupena (* 1978), kroatisches Model und ehemalige Miss Kroatien, lebt in Umag
- Luka Belić (* 1988), kroatischer Tennisspieler
- Baby Lasagna (* 1995), kroatischer Sänger, Songwriter und Musikproduzent, Vertreter Kroatiens beim Eurovision Song Contest 2024

## Sonstiges
Der Fischer- und Freizeit-Hafen befindet sich am Rande der Altstadt.